# Problemi (album Marcella Bella)
(Il patto)
Problemi è un album del 1982 di Marcella Bella.

## Il disco
Il disco inaugura la collaborazione di Marcella con il paroliere Mogol, che firma con Gianni Bella molti dei pezzi dell'album.
La title track Problemi viene presentata da Marcella in varie trasmissioni televisive e manifestazioni canore, modalità, quella di promuovere un album con il singolo title track, che la cantante adotterà anche per gli album seguenti.
Pezzo utilizzato nella promozione è anche l'intimista Un anno in più (già lato B di Problemi), composta da Dario Baldan Bembo.
Mi mancherai, cover dell'inglese Don't Walk Away degli Electric Light Orchestra, aveva precedentemente riscosso un buon successo di vendite come 45 giri, essendo stata la sigla iniziale di Domenica in (1981/82).
Altri pezzi da segnalare sono Il patto, brano incentrato sulla storia di una prostituta che nella sua solitudine eleva una preghiera al cielo, e Amica mia, un pezzo sull'amicizia femminile che Marcella ha anche duettato dal vivo in tv con l'autore Mario Lavezzi.

## Tracce
1. Problemi (testo: Mogol – musica: Gianni Bella)
2. Uomo mio (testo: Mogol – musica: Gianni Bella)
3. Il patto (testo: Mogol – musica: Gianni Bella)
4. Da troppo tempo (testo: Antonio Bella – musica: Maurizio Fabrizio)
5. Mi mancherai (testo: Giorgio Calabrese – musica: Jeff Lynne)
6. Amica mia (testo: Mogol – musica: Mario Lavezzi, Oscar Avogadro)
7. Un anno in più (testo: Antonio Bella – musica: Dario Baldan Bembo)
8. Domani (Vito Cardaci)
9. Un altro uomo un'altra donna (testo: Anna Milena Cantù – musica: Stefano Pulga)
10. La tua città (testo: Mogol – musica: Carlo Donida)

## Formazione
- Marcella Bella – voce
- Stefano Pulga – tastiera
- Franco Testa – basso
- Alfredo Golino – batteria
- Giorgio Cocilovo – chitarra
- Matteo Fasolino – tastiera
- Sergio Farina – chitarra
- Aldo Banfi – tastiera
- Celso Valli – pianoforte
- Mario Lavezzi – chitarra
- Renè Mantegna – percussioni